# Кемпіни-Великі
Кемпіни-Великі (пол. Kępiny Wielkie, нім. Zeyersniederkampen) — село в Польщі, у гміні Ельблонґ Ельблонзького повіту Вармінсько-Мазурського воєводства.
Населення — 117 осіб (2011).
У 1975-1998 роках село належало до Ельблонзького воєводства.

## Демографія
Демографічна структура станом на 31 березня 2011 року:
|          | Загалом | Допрацездатний вік | Працездатний вік | Постпрацездатний вік |
| -------- | ------- | ------------------ | ---------------- | -------------------- |
| Чоловіки | 53      | 12                 | 33               | 8                    |
| Жінки    | 64      | 22                 | 34               | 8                    |
| Разом    | 117     | 34                 | 67               | 16                   |